# Yıldız Holding
Yıldız Holding es un conglomerado turco, que trabaja principalmente en el sector agroalimentario. 

## Historia
Yıldız fue creado en 1989 como un holding para reagrupar los diferentes negocios de la familia Ülker, la cual es propietaria de la empresa Ülker, fundada en 1944.
En 2007, Yildiz Holding compró la empresa chocolatera Godiva Chocolatier. En 2013, toma el control de la filial turca Dia SA de Supermercados DIA con más de 1200 tiendas en Turquía.
En noviembre de 2014, la multinacional United Biscuits (BN, Delacre, McVitie's) fue adquirida por Yildiz Holding por más de 2,6 millones de euros.
En mayo de 2015, Lactalis adquiere por 800 millones de dólares el 80 % de AK Gida, la filial láctica de Yildiz Holding.
En octubre de 2016, el grupo Ferrero adquiere Delacre a Yildiz por un precio que no trascendió. Yildiz reagrupó entonces a todas sus empresas de galletas en una nueva filial llamada Pladis.
En 2018, Yildiz Holding necesitó un rescate financiero de 7 millones de dólares.